# 이사 고헤이
이사 고헤이(일본어: 伊佐 耕平, 1991년 11월 23일 ~ )는 일본의 축구 선수이다. 현재 J2리그의 오이타 트리니타에서 뛰고 있다.

## 구단 경력
그는 2014년부터 J리그의 오이타 트리니타에서 뛰었다.